# خالد الباتلي
خالد الباتلي هو كاتب وصحفي سعودي ولد في عام 1971م بالمملكة العربية السعودية.

## حياته
خالد الباتلي حاصل على بكالوريوس في التربية من جامعة الملك سعود، وعمل صحفيا في مجلة اليمامة السعودية بين عام 1994م وعام 1997م، ومدير تحرير مجلة المعرفة التربوية منذ عام 1997م حتى الآن، أيضا اشتغل محررا بجريدة الحياة اللندنية منذ عام 2005م حتى الآن.

## مؤلفاته
- «هارب»: دار مداد للنشر والتوزيع، صدر بتاريخ العشرين من نونبر عام 2019م باللغة العربية، في 288 صفحة، ردمك 9789948396789.[3][4][5]
- «ليتها تقرأ»: دار الفرابي للنشر والتوزيع، صدر بتاريخ الثالث والعشرين من يناير عام 2010م، باللغة العربية، في 176 صفحة، الترقيم الدولي 9789953715100.[6][7]
- «صباح الثلاثاء» دار مدارك للنشر والتوزيع، قسم دواوين وأشعار، باللغة العربية، في 280 صفحة.[8][9][10][11]
- «تراتيل السماء الثامنة» دار الفرابي للنشر والتوزيع، صدر بتاريخ السابع من فبراير عام 2013م، باللغة العربية، في 166 صفحة، الترقيم الدولي 9789953719573.[12][13]
- «كالحجارة وأشد قسوة» دار شغف للنشر والتوزيع، صدر بتاريخ الواحد من يناير عام 2020م، باللغة العربية.[14][15]